# Avy Scott
Pour les articles homonymes, voir Scott.
Avy Scott, née le 2 novembre 1981 à Tampa (Floride), est une actrice et réalisatrice américaine de films pornographiques .

## Biographie
Pour financer ses études universitaires en psychologie et en commerce, April Sortore effectue des live-shows érotiques payants sur des sites Internet et est ainsi repérée par Roy Garcia, un producteur de films pornographiques. Elle commence sa carrière d'actrice en novembre 2001 en tournant une scène lesbienne pour le film Finger Club #20. Sa première scène hétérosexuelle date de Real Sex Magazine #47.
Avy Scott est apparue depuis dans plus de 250 films pornographiques (majoritairement des gonzos) et en a réalisé elle-même quatre. Elle est une actrice particulièrement appréciée pour son physique avantageux (en particulier ses gros seins naturels ou sa voix grave) et ses prestations très intenses dans les scènes de sexe oral et anal.

## Récompenses et nominations
Récompenses
- en 2003 : 
  - CAVR Awards : meilleure star
  - Adult Video News Awards : meilleure débutante
  - Critics Choice Awards : meilleure débutante
  - Rogs Reviews Top 20 Porn Stars : classée deuxième
- 2004 : 
  - NightMoves Entertainment Awards : meilleure nouvelle starlette choisie par le public
  - Rogs Reviews Top 20 Porn Stars : classée dixième
  - KSEX Games : vainqueure avec l'équipe Private du Golden Shower [douche] Award
- 2006, hottestgirlinporn.com : miss Janvier attaya fort[Quoi ?]

Nominations
- en 2003 : AVN Award, Best New Starlet
- 2004 : 
  - AVN Award : Best Oral Sex Scene ("meilleure scène de sexe oral"), dans le film Compulsion (avec Kurt Lockwood)
  - AVN Award : Best Sex Scene Coupling ("meilleure scène hétérosexuelle [en couple]"), dans le film Heaven (avec Steven St. Croix)
- 2010 : XRCO Award du Best Cumback

## Citations
- « I figured that my brains will always be here, so I better use my boobs while I can. »[4]

Traduction : J'ai pensé que mes esprits seront toujours présents, alors j'ai plutôt intérêt à utiliser mes nichons pendant que je peux.
- « As a kid, I was pretty much the same as I am now. I was boring, overweight and a nerd through high school. I guess the best way to describe me back then was a fat, nerdy closed-off kid. I was not popular at all in school because I was 185 pounds and had glasses. I never dated anyone in my high school but stuck to older guys, no one knew I was sexually active. »[5]

Traduction : Lorsque j'étais môme, j'étais à peu près comme aujourd'hui. J'étais une lycéenne ennuyeuse, grosse et binoclarde. Je n'étais pas populaire du tout dans mon école parce que je pesais 85 kilos et portais des lunettes. Je ne suis jamais sortie avec quiconque de mon lycée à l'époque, mais j'avais des relations avec des types plus vieux, personne ne savait que j'étais sexuellement active.

## Filmographie

### En tant que réalisatrice
- en 2006 :
  - Deep Throat This 32
  - Mini Van Moms 1
  - 'Mini Van Moms 2
- Mini Van Moms 3 en 2007